# Jan Banaś
Jan Banaś (* 29. März 1943 in Berlin als Heinz-Dieter Banas) ist ein ehemaliger polnischer Fußballspieler mit deutschen Wurzeln.

## Biographie
Banaś wurde als Sohn eines deutschen Vaters unter dem Namen Heinz-Dieter Banas im Jahr 1943 in Berlin geboren. Die Eltern wurden durch den Zweiten Weltkrieg getrennt. Der Vater fand seine Frau und Jan Banaś durch das Lesen dessen Namens in der Sportpresse. Im Jahr 1965 setzte sich der damals bei Polonia Bytom spielende Banaś bei einer Partie in Schweden in die Bundesrepublik Deutschland ab. Initiator dieser Aktion war sein im oberfränkischen Hof lebender Vater. Aufgrund der fehlenden Genehmigung wurde er von der FIFA für zwei Jahre gesperrt, nachdem der polnische Verband dies dem Weltfußballverband mitgeteilt hatte.
Die SpVgg Hof sollte der Klub sein, bei dem Banaś trainierte. Der Klubpräsident der Hofer vermittelte ihn an den 1. FC Köln, um das Vereinsbudget aufzubessern. Zu einer Vertragsunterschrift kam es nicht, da Polonia Bytom die Freigabe verweigerte. So kam es nur zu Trainingseinheiten beim 1. FC Köln; in Trainingsspielen mit der Reservemannschaft gegen die erste Mannschaft trug er zu Siegen der Zweitvertretung bei. Der Vertrag mit dem 1. FC Köln führte zu einem Familienstreit; Banaś' Vater verlangte einen Teil des Monatslohnes für sich. Sowohl wegen des Familienstreits als auch aufgrund der sportlichen Situation kehrte Banaś nach knapp zwei Jahren in die damalige Volksrepublik Polen zurück. In der Presse in Polen wurde dies als Sieg des Sozialismus gegenüber dem Kapitalismus angesehen.
Banaś spielte wieder für Polonia Bytom und auch wieder für die polnische Nationalmannschaft. In der Qualifikation zur WM-Endrunde 1974 in (West-)Deutschland hatte Polen auch dank eines Tores von Banaś das erste Spiel gegen England in Chorzów mit 2:0 gewonnen. In der Folge lieferten sich beide Mannschaften ein Fernduell um den Gruppensieg; mit einem 1:1 im Wembley-Stadion in London qualifizierte sich die polnische Nationalmannschaft für die Teilnahme an der WM in der Bundesrepublik. Da sowohl der PZPN als auch die Partei befürchteten, dass Banaś sich erneut absetzen könnte, durfte er nicht teilnehmen.

## Film
Banaś ist der Protagonist in dem polnischen Spielfilm „Gwiazdy“ (Stars) von 2017 unter der Regie von Jan Kidawa-Błoński. Der Film zeigt sein Leben als ein in den Westen geflohener, aber dann in die Volksrepublik Polen zurückgekehrter Fußballer. In der Schlusssequenz wird kommentarlos der echte alte Banaś einsam auf einem Fußballplatz gezeigt.